# Hervé Bazin

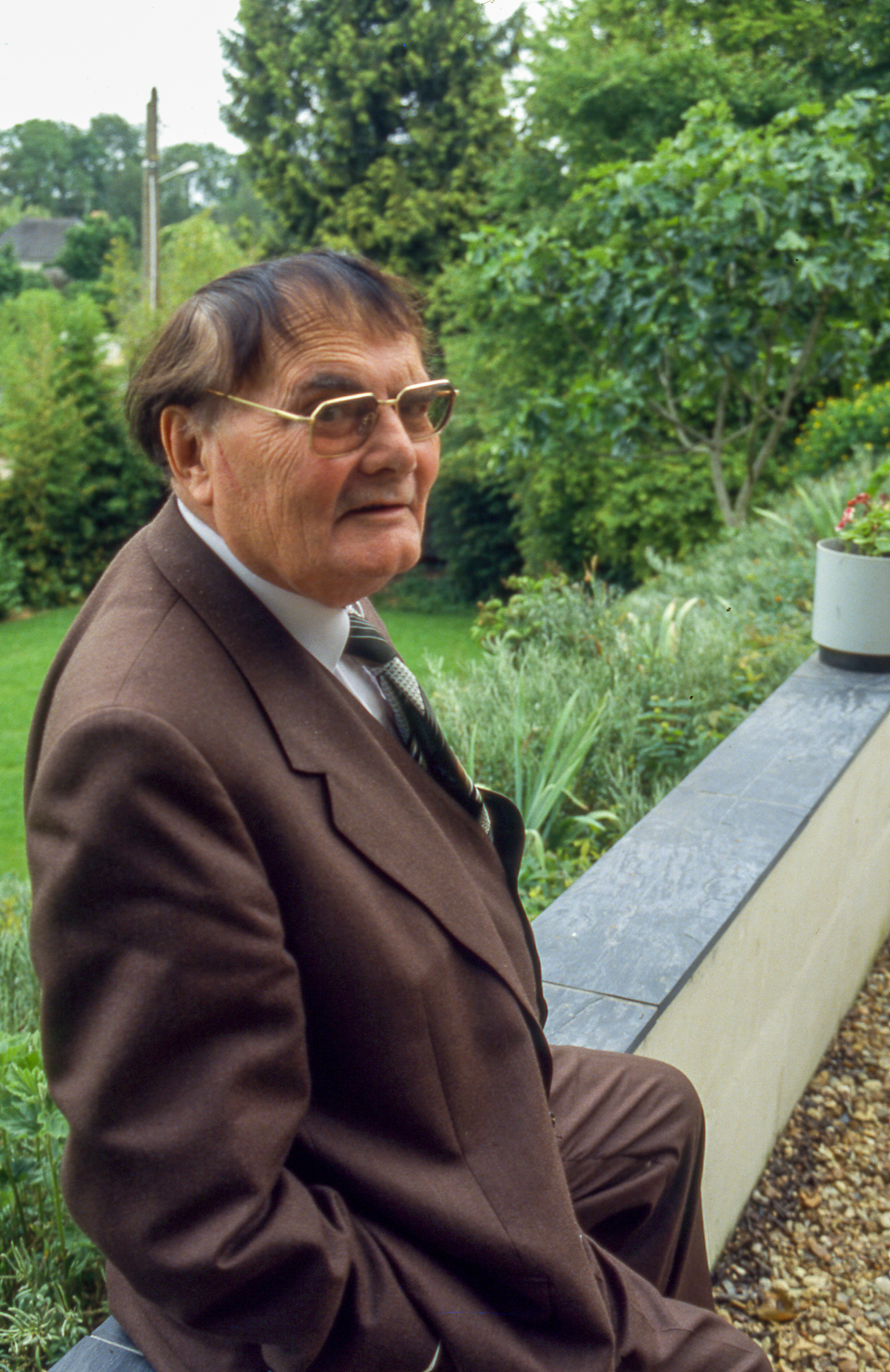
Hervé Bazin in 1993

Hervé Bazin, geboren als Jean-Pierre Hervé-Bazin, (Angers, 17 april 1911 - aldaar, 17 februari 1996) was een Frans schrijver.

## Biografie
Hervé Bazin werd geboren in een zeer gelovige familie uit de bourgeoisie. Hij verzet zich tegen zijn autoritaire en saaie moeder (die als inspiratie diende voor het personage van Folcoche, een samentrekking van 'folle' (gek) en 'cochonne' (cochonne), in Vipère au poing) en liep gedurende zijn jeugd meerdere keren van huis weg. Hij weigerde een opleiding in het katholiek recht die hem werd opgedrongen; op de leeftijd van 20 jaar brak hij met zijn familie.
Hij bracht zijn kindertijd door in Maine-et-Loire, te Marans. Eerst ging hij op internaat en daarna studeerde hij aan de faculteit letteren van de Sorbonne. Alhoewel de muren van Pathy, de woning van zijn ouders, pijnlijke herinneringen bij hem oproepen, bleef zijn geboortestreek, waar veel van zijn romans zich afspelen, hem toch na aan het hart liggen.
Gedurende 15 jaar oefende hij verscheidene kleine beroepen uit en schreef hij poëzie, zonder al te veel succes. Toch gaf hij in 1946 een poëtisch tijdschrift uit, La Coquille (slechts 8 delen) en werd Jour, zijn eerste gedichtenbundel, bekroond met de Apollinaire-prijs. Later volgde A la poursuite d’Iris (1948). 
Op aanraden van Paul Valéry stopte hij met het schrijven van poëzie en wijdde hij zich aan proza.
De conflicten die hij tijdens zijn kindertijd had met zijn moeder, inspireerden hem tot de autobiografische roman Vipère au poing (1948) die de familie Rezeau ten tonele voert. Hierin wordt de haatrelatie en de machtsstrijd beschreven tussen Folcoche en haar twee oudste zonen, Jean en Ferdinand. Die worden op het familiekasteel in Frankrijk door hun grootmoeder opgevoed. Wanneer deze overlijdt, zien hun ouders zich verplicht terug te keren uit Indochina, waar hun vader werkzaam is aan de universiteit. Jean, de tweede zoon, vertelt welke vrouw Folcoche wel is: een saaie en wrede moeder die een ijzeren regime voert en voortdurend op zoek is naar nieuwe middelen om haar kinderen te onderdrukken en te pesten. Maurice Nadeau stelde deze "Atrides en gilet de flanelle" (Atriden met flanellen gilet-uitdrukking van Hervé Bazin) erg op prijs. De roman kende een enorm succes en werd gevolgd door heel wat andere romans die, met een bepaald naturalisme en aandacht voor het psychologisch portret, de zeden van zijn tijd beschrijven. De hoofdpersonages van Vipère au poing werden verder ontwikkeld in de vervolgromans La Mort du petit cheval (1950) en Cri de la chouette (1972).
In 1950 werkte hij samen met andere schrijvers, zoals Marcelle Auclair, Jacques Audiberti, Emile Danoën, Maurice Druon en André Maurois aan een nummer van het tijdschrift La Nef van Lucie Faure, getiteld 'L'Amour est à réinventer' (de liefde moet opnieuw uitgevonden worden).
Herve Bazin wordt beschouwd als een 'familiedichter', omdat het gezinsleven een centraal thema is in zijn boeken. Zo vertelt Au nom du fils (1960) de toenadering tussen een alleenstaande vader en zijn jongste zoon van wie hij dacht dat hij niet door hem was verwekt. In Le Matrimoine (1966) dissecteert het mannelijk hoofdpersonage ongenadig én geamuseerd zijn huwelijk en zijn vrouw wier familie hun leven domineert. Madame ex (1974) is het pijnlijke verhaal van een koppel dat zeven jaar lang een gruwelijke scheidingsoorlog voert waar ook hun vier kinderen verregaand in betrokken raken en partij kiezen. Naast zijn vele romans werkte hij ook voor kranten en schreef hij essays zoals Ce que je crois uit 1977.
Hervé Bazin werd lid van de Académie Goncourt in 1960, mede dankzij Francis Carco die hem hielp bij de verkiezingen. In 1973 werd hij voorzitter. Na hem volgden Jorge Semprún en François Nourissier.
Op politiek vlak behoorde Bazin tot de Mouvement de la Paix (Vredesbeweging), die samenwerkte met de communistische partij die hem na aan het hart lag. Bovendien hielp hij het koppel Julius en Ethel Rosenberg tijdens hun proces in Frankrijk. Hem werd in 1980 de Leninprijs voor de vrede toegekend, wat leidde tot volgend cynisch citaat van Roger Peyrefitte: “ Hervé Bazin won twee prijzen: de Lenin Prijs van de Vrede en de Prijs van de Zwarte Humor.”
Bazin bracht zijn laatste levensjaren door in Cunault, een deelgemeente van Chênehutte-Trèves-Cunault. Hij overleed in Angers maar hij ligt begraven op het kerkhof van Cunault.

## Manuscripten
Toen hij in 1995 verhuisde, vertrouwde Bazin zijn manuscripten en briefwisseling toe aan het stadsarchief van Nancy. Dit stadsarchief bezat al het oeuvre van de gebroeders Goncourt die uit deze stad afkomstig waren.
Ten gevolge van juridische moeilijkheden na zijn dood, verkregen zijn 6 kinderen uit zijn eerste huwelijken de verkoop van het oeuvre. Die vond plaats op 29 oktober 2004 in het Hôtel Drouot. Dit was tegen het advies in van zijn laatste echtgenote en van zijn jongste zoon van 10 jaar.
De universiteitsbibliotheek van Angers slaagde erin om met de hulp van de lagere overheden voorrang te krijgen bij de voorverkoop van bijna het volledige oeuvre : 22 manuscripten en bijna 9000 brieven die opnieuw ter beschikking werden gesteld aan onderzoekers. Er ontbraken 2 werken : Vipère au poing dat de auteur in de jaren 60 verkocht heeft en Bienheureux de la désolation dat zijn zoon Dominique op de dag van de verkoop bemachtigd had.

## Citaten
- Quand la loi redevient celle de la jungle, c'est un honneur que d'être déclaré hors-la-loi. — Un feu dévore un autre feu

“Het is een eer om buiten de wet gesteld te zijn wanneer deze opnieuw de wet van de jungle wordt."
- Il est significatif que le statut de la femme demeure à peu près inchangé là où les réligions sont encore très puissantes. Partout ailleurs, il est remis en question. —  Ce que je crois.

“Het is kenmerkend dat de status van de vrouw vrijwel onveranderlijk blijft daar waar de godsdiensten nog veel macht hebben. Overal elders wordt deze status opnieuw ter discussie gesteld.”
- Mais plutôt que d'enseignement, c'est d'éducation que manque aujourd'hui la jeunesse.

“De jeugd heeft vandaag de dag eerder een gebrek aan opvoeding dan aan onderwijs.”

## Belangrijkste werken
- Jour (dichtbundel, 1947)
- A la poursuite d'Iris (dichtbundel, 1948)
- Vipère au poing (1948)
- La Tête contre les murs (1949)
- La Mort du petit cheval (1950)
- Lève-toi et marche (1951)
- Le bureau des mariages (verhalenbundel, 1951)
- Humeurs (dichtbundel, 1953)
- Contre vents et marées (1953)
- Qui j'ose aimer (1955)
- Le fin des asiles (essay/enquête, 1959)
- Au nom du fils (1960)
- Chapeau bas (1963) (verhalenbundel, 1963))
- L'Huile sur le feu (1965)
- Plumons l'oiseau (essay, 1966)
- Le Matrimoine (1966)
- Les Bienheureux de la désolation (verhaal/enquête, 1970). Nederlandse vertaling: Uw wereld is de mijne niet. Vertaald door Frans van Oldenburg-Ermke. Uitgeverij Orion, Utrecht, 1971.
- Le Cri de la chouette (1971)
- Madame Ex (1974)
- Ce que je crois (essay, 1977)
- Un feu dévore un autre feu (1978)
- L'Église verte (1981)
- Le Démon de minuit (1988)
- L'École des pères (1991)
- Le Grand Méchant Doux (1992)
- Œuvre poétique (1992)
- Le Neuvième jour (1994)

## Verfilmingen
- Vipère au poing werd twee keer onder dezelfde titel verfilmd. Een televisiefilm uit 1970 van Pierre Cardinal met Alice Sapritch en een bioscoopfilm uit 2004 van Philippe de Broca met Catherine Frot en Jacques Villeret.
- La Tête contre les murs is een bioscoopfilm uit 1959 van Georges Franju met Pierre Brasseur, Paul Meurisse, Anouk Aimée, Charles Aznavour en Jean-Pierre Mocky in de hoofdrollen.

## Trivia
Hervé Bazin wordt vaak geassocieerd en soms verward met de filmciticus André Bazin met wie hij geen enkele familieband heeft. Hij is wel de achterneef van de schrijver René Bazin.
- Bibsys: 90058915
- Biblioteca Nacional de España: XX850372
- Bibliothèque nationale de France: cb120425035 (data)
- Catàleg d'autoritats de noms i títols de Catalunya: 981058530340006706
- CiNii: DA01967722
- Gemeinsame Normdatei: 118657712
- International Standard Name Identifier: 0000 0001 2103 7900
- Library of Congress Control Number: n50037347
- Nationale Bibliotheek van Letland: 000000976
- Bibliotheek van het Japanse parlement: 00519880
- Nationale Bibliotheek van Tsjechië: jn19990000538
- Nationale bibliotheek van Australië: 36102028
- Nationale Bibliotheek van Israël: 987007298971205171
- Nationale en Universitaire bibliotheek Zagreb: 000016277
- Nederlandse Thesaurus van Auteursnamen: 069369488
- Réseau des bibliothèques de Suisse occidentale: 02-A002980308
- Istituto Centrale per il Catalogo Unico: RAVV018917
- LIBRIS: 250475
- SNAC: w6vm81m9
- Système universitaire de documentation: 027394751
- Trove: 1212568
- Virtual International Authority File: 109378479
- WorldCat: E39PBJrrvymxXqKyWYPF877CQq